# Alberto Bonaretti
Carlo Alberto Bonaretti (Carpi, 31 dicembre 1922 – febbraio 1963) è stato un calciatore italiano, di ruolo centrocampista.

## Carriera
In gioventù milita nel Carpi. Colleziona 28 presenze e 7 gol in Serie A con il Bologna e 45 presenze e 15 gol in Serie B con Reggiana e Treviso.
Col passar degli anni, a causa dei primi sintomi di SLA, inizia ad avere una limitata autonomia (massimo mezz'ora) ed a saltare molti allenamenti per risparmiare energie. 
Per la stagione 1952-1953 il Bari contratta con il Bologna un prestito di un anno dell'atleta, che con i galletti totalizza 16 presenze e 6 reti in IV Serie.
Bonaretti si ritirò nel 1956, rimase paralizzato e morì nel 1963. È stato riconosciuto come il primo caso di SLA fra i calciatori professionisti.

## Palmarès

### Club

#### Competizioni nazionali
- Serie C: 1

Carpi: 1945-1946 (girone I)